# 이나중 탁구부
《이나중 탁구부》(行け!稲中卓球部 이케! 이나츄탓큐부[*])는 중학교 탁구부원들의 이야기를 다룬 후루야 미노루의 일본 만화이다. 1993년부터 1996년까지 연재됐으며, 1996년 제20회 고단샤 만화상 일반 부문 상을 수상했다. 1995년에는 애니메이션으로 만들어져 방송됐다.

## 줄거리
이나호 시에 위치한 시립 이나호 중학교, 이나중의 남자탁구부는 부원 6명으로 이루어져 있다. 부원은 적으나 대회에 나가 우승하는 등 존재감을 자랑하고 있다. 변태같은 행동으로 모두에게 비난받는 주인공 마에노. 마에노와 함께 행동하는 둘도 없는 친구 이자와 히로미. 말이 별로 없고 이기적이고 비열한 다카나. 멀쩡해 보이는 다나베도 알고보면 암내가 심한 '독가스 왕자'이다. 이런 특이한 그들에게 부장 다케다와 부부장 키노시타, 고문 시바사키는 매일 휘둘린다.

## 등장인물
- 마에노
- 이자와 히로미
- 다나카
- 다나베 미첼 고로
- 다케다
- 키노시타 유스케
- 이와시타 쿄코
- 카미야 치요코
- 산체스

## 애니메이션

### 방송 목록
| 각화 | 부제                      |
| ---- | ------------------------- |
| 1    | 교사의 6인                |
| 1    | 몰아내려 하는 교사의 음모 |